# Always Summer
«Always Summer» —en español: «Siempre verano»— es una canción interpretada por la banda estadounidense de pop punk Yellowcard, esta integra el octavo álbum de estudio de la banda, Southern Air. Fue escrita por el vocalista de la banda, Ryan Key, y producida por Neal Avron. La canción fue publicada el 21 de mayo de 2012, en el sitio web AbsolutePunk. El lanzamiento del sencillo en dicho sitio causó el mayor número de visitantes para AbsolutePunk desde 2010. El sencillo se lanzó oficialmente el 22 de mayo de 2012, por iTunes y Amazon.

## Formato
| «Always Summer» — descarga digital |                 |          |  |
| N.º                                | Título          | Duración |  |
| 1.                                 | «Always Summer» | 3:08     |  |